# Šampion (odrůda jablek)

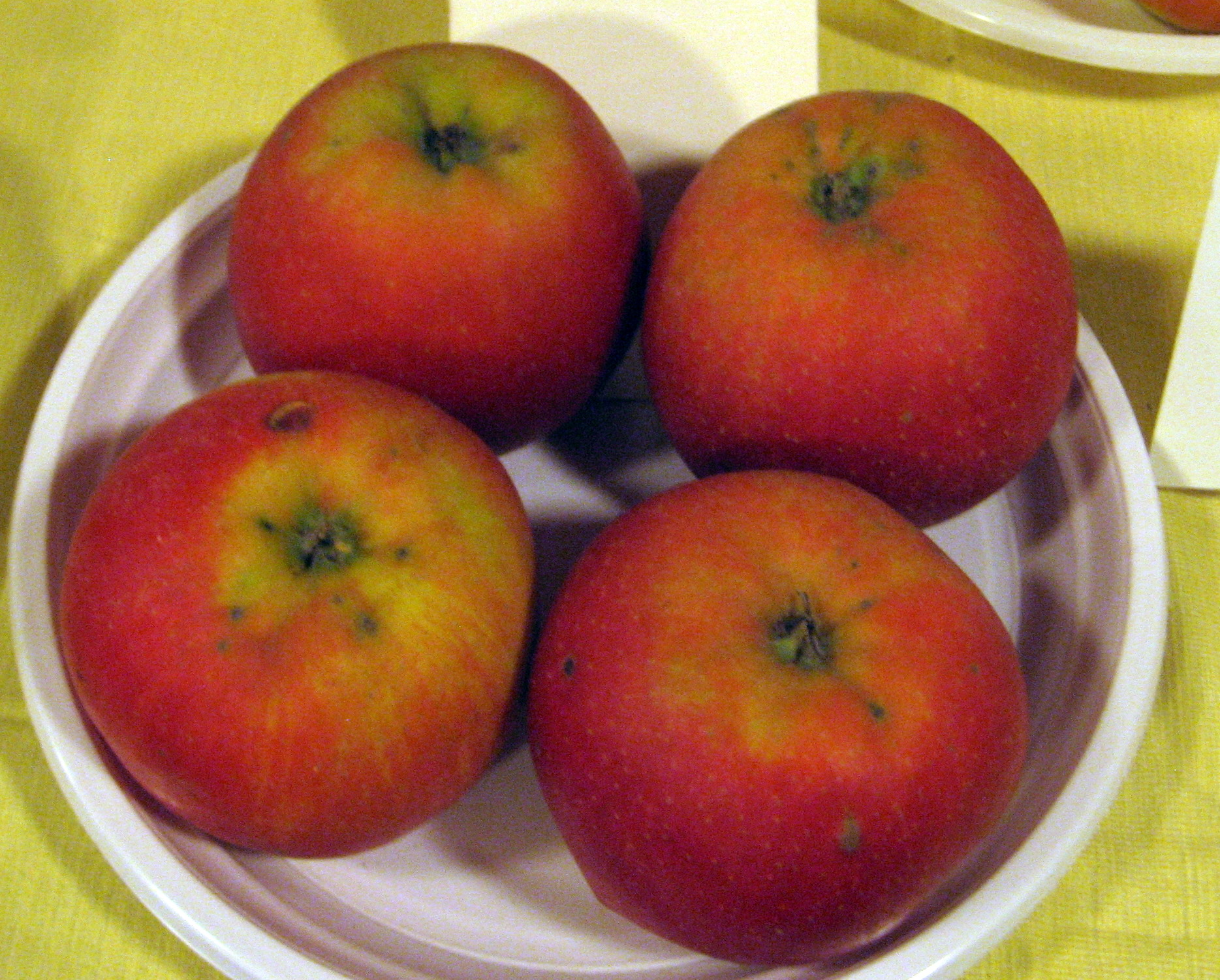
Odrůda Šampion, plody.

Šampion (Malus domestica 'Šampion') je ovocný strom, kultivar druhu jabloň domácí z čeledi růžovitých. Plody jsou zpočátku velké, později středně velké sladké, aromatické, vhodné pro konzum i na zpracování. Odrůda byla vypěstována v ČR zkřížením odrůd 'Golden Delicious' x 'Coxova reneta'. Je vhodná spíše pro pěstování v teplých oblastech ČR.

## Vlastnosti
Růst střední. Větve velmi dobře obrůstají plodonosným obrostem. Řez snáší dobře. Plodí brzy a hojně. Preferuje teplé nebo středně teplé chráněné polohy a vlhké, hluboké, propustné, živné půdy. V chudých a suchých půdách jsou plody menší.

### Plodnost
Plodí brzy, pravidelně, a mnoho. Mají sklon k vysoké násadě plůdků a tedy drobným plodům.

## Květy
Kvete poloraně, odrůda je cizosprašná, diploidní. Dobrý opylovač je Idared, James Grieve, Pilot.

## Plod
Plod je kulatý velký až střední. Slupka je spíše tužší na osluněné straně téměř červená, na odvrácené straně zelenožlutá. Chuť je sladká až velmi sladká, dužnina je šťavnatá.

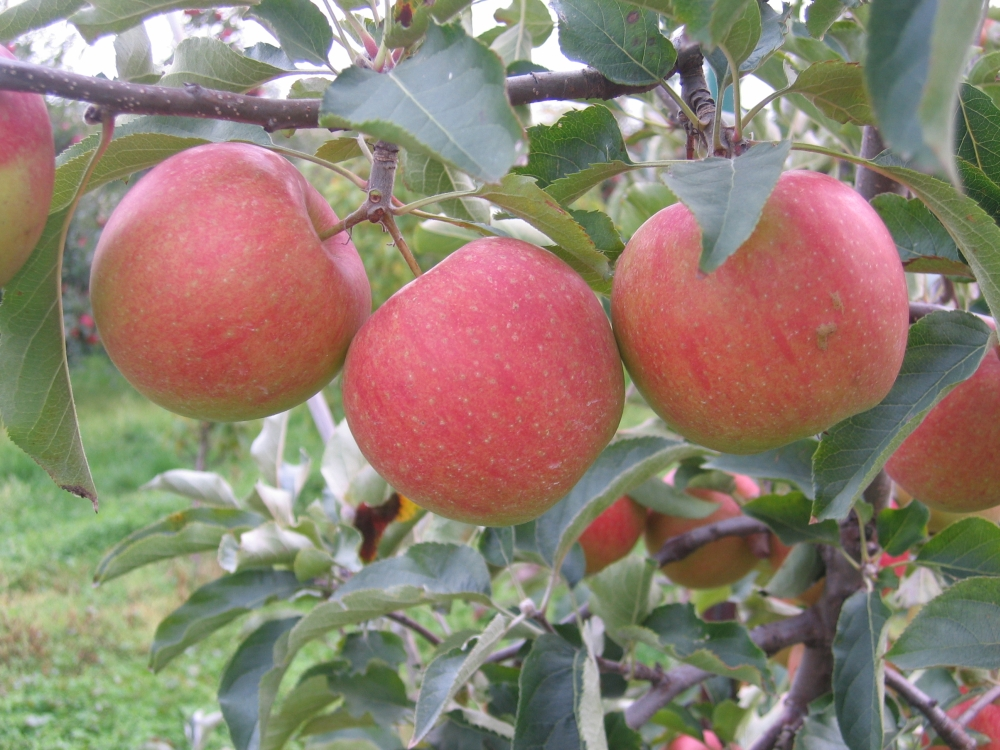

## Choroby a škůdci
Odrůda je obvykle silně napadána strupovitostí, ale vůči padlí je dosti odolná. Odrůda je náchylná k virózám, jako je gumovitost.

## Podnož
Vhodné jsou podnože slabě a středně bujně rostoucí.

## Použití
V minulosti běžně komerčně pěstovaná odrůda, na počátku 21. století překonaná i pro drobné pěstitele.